# Alkoholismens skadelige Følger
Alkoholismens skadelige Følger er en fransk stumfilm fra 1902 af Ferdinand Zecca.